# Parc du Bocasse
Le parc du Bocasse est un parc à thèmes français situé au Bocasse, en Seine-Maritime dans la région Normandie à 28 km au nord de Rouen. Le parc a comme mascottes deux abeilles du nom de Buzzy et Apicouette.
Il s'agit du plus ancien parc de Seine-Maritime et l'un des plus anciens de France, s'étendant sur 5,8 hectares, ainsi que 6,1 hectares d'un parking de 700 places.

## Histoire

### Débuts
Jacques Chabaille ouvre le parc en 1969 dans l'agglomération de Rouen en Seine-Maritime,,, à l'emplacement d'un ancien restaurant comportant quelques jeux. Le parc du Bocasse devient le premier parc d'attractions de Seine-Maritime et l'un des premiers de France,. Il se développe dans les années 1980 et commence à se démarquer sur deux aspects : ses dirigeants choisissent d'évoluer vers un parc à thèmes et font construire Railway Express, le premier parcours de montagnes russes (1980-2005)[source secondaire nécessaire].
Après l'ouverture du parc Astérix en 1989 et trois ans plus tard d'Euro Disneyland, les visiteurs souhaitent de nouvelles attractions fixes automatisées. Diverses attractions sont alors construites. En 1991, une petite partie aquatique est ouverte pour offrir des sensations rafraîchissantes lors de l'été. Le parc poursuit son développement les années suivantes. En 1998, ils sont 17 600 clients à passer les portes du parc et 95 000 l'année suivante.

### Années 2000: extension
Le parcours scénique Apiland est ouvert en 2000. Le parc reçoit en cette année 98 912 touristes. Les chiffres de fréquentation atteignent les 94 170 en 2001, 100 174 en 2002 et 121 021 en 2003. L'évolution en équipements se poursuit avec les bouées Colorad'eau en 2003— qui bénéficient de travaux thématiques en 2016 — puis le Train de la Mine en 2004 ; le parc accueille cette année-là 108 117 visiteurs et 125 518 l'année suivante. Le parc affiche en 2006 une baisse de fréquentation de plus de 20 000 unités pour finir à 103 978 visiteurs.
Au cours des années suivantes, le parc alterne entre attractions à sensations et attractions familiales avec par exemple Turtle Vision en 2007. Cette année-là, la fréquentation repart à la hausse et 125 312 visiteurs franchissent les portes du parc. La tour de chute Sky Tower ouvre le 20 avril 2009,.

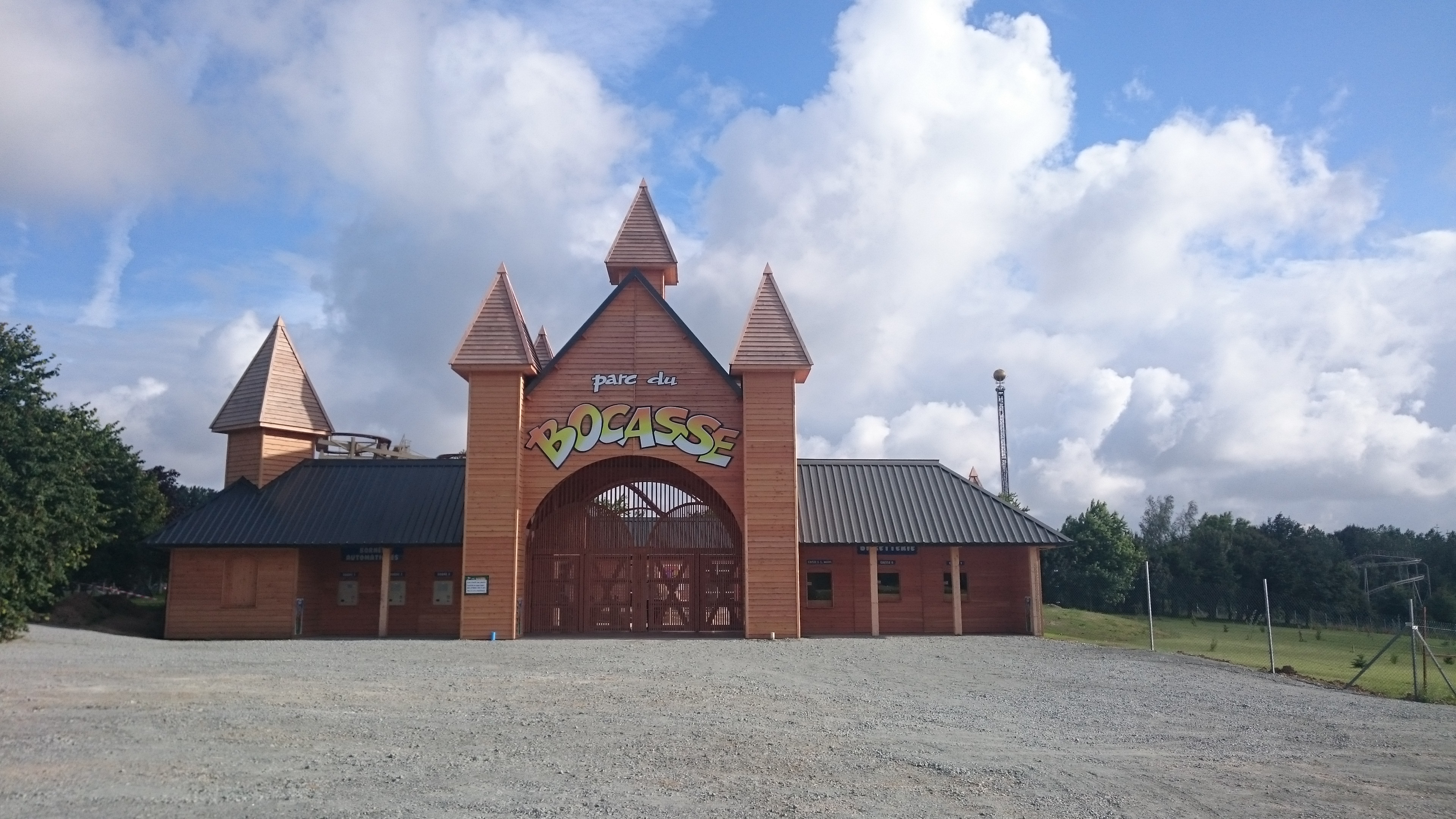
L'entrée du parc du Bocasse

### Années 2010: attractions et nouvelles zones
En 2010, Max Chabaille, le fils de Jacques Chabaille, prend la direction du parc,. Le parc accueille 165 000 visiteurs.
La fréquentation s'accroît en 2012 avec 192 000 visiteurs et se chiffre ensuite à 200 000 en 2013, avant de tomber à 170 000 en 2014 alors que trois nouveautés sont construites, Buzzy City, Ay Pepito Rodéo et Bruco pour atteindre une quarantaine d'attractions.
Le 6 janvier 2014, une explosion dans l'atelier de maintenance du parc fait un mort et quatre blessés, dont un grave,. Elle touche des employés du parc, lors d'une opération de maintenance selon les pompiers. L'explosion s'est produite lorsque deux personnes travaillaient à la réfection d'un pneumatique sur une attraction pendant la période de fermeture du parc. Des gendarmes et des pompiers se rendent sur les lieux.
Le renouvellement des attractions se poursuit en 2015 avec trois nouveautés. Le parc étend son calendrier et ouvre jusqu'au mois de novembre. La saison 2015 affiche une hausse de fréquentation annuelle avec 200 000 visiteurs.
Le parc s'étend jusqu'alors sur 10 hectares, avec 5,5 hectares pour le parking et 4,5 hectares pour le parc de loisirs. La place commençant à manquer pour construire de nouvelles attractions, le parc acquiert en mai 2015 plusieurs parcelles près du parking.

### 2016-2021: agrandissement
De nouvelles montagnes russes sous forme de Wild Mouse, Jurassic Coaster, sont accessibles en préouverture le 17 juillet 2015,. L'ouverture définitive et la décoration, sont effectives le 26 mars 2016. Lors de cette saison, le nombre d'entrées se chiffre à 250 000.

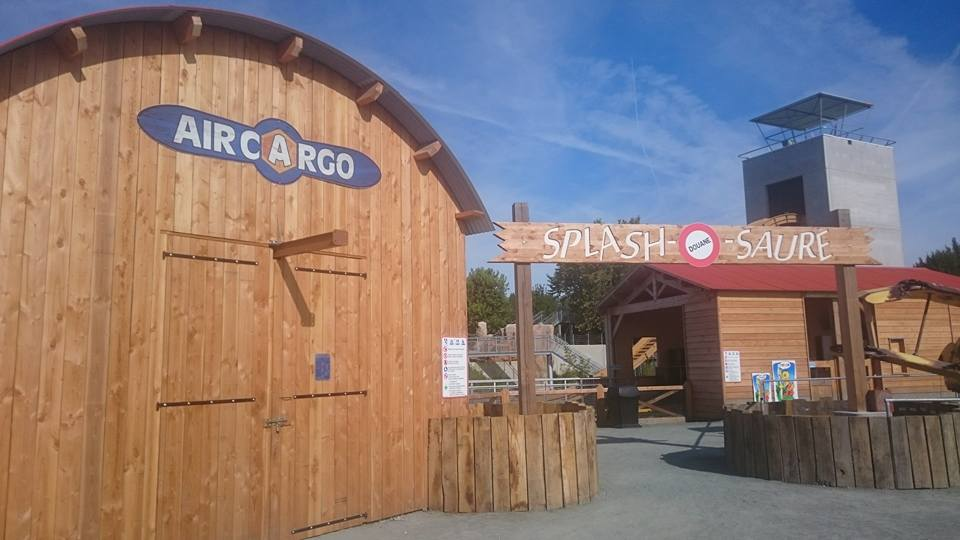
Entrée de Splash-O-Saure

L'ancienne partie du parc est dotée d'un nouveau film au cinéma 4D. En 2017, le parc fête ses 50 ans avec l'ouverture d'une nouveauté à sensation de type bûches appelée Splash-o-Saure, conçue et construite pour le parc par les entreprises françaises Soquet et Abc Decors,.
Trois attractions du catalogue de Zamperla sont construites en 2018 : un Crazy Bus, une grande roue junior et un Kite Flyer. Elles sont nommées Crazy Butterfly, Apple's Wheel et Pirate's Flight.
L'année 2019 est une année d'investissements visant à mieux accueillir les visiteurs dans le parc. Divers aménagements sont réalisés dont la construction de deux attractions, le bateau à bascule Galleon de Zamperla et le quatrième parcours de montagnes russes du parc, Pirate's Coaster : des montagnes russes junior de Preston & Barbieri,.

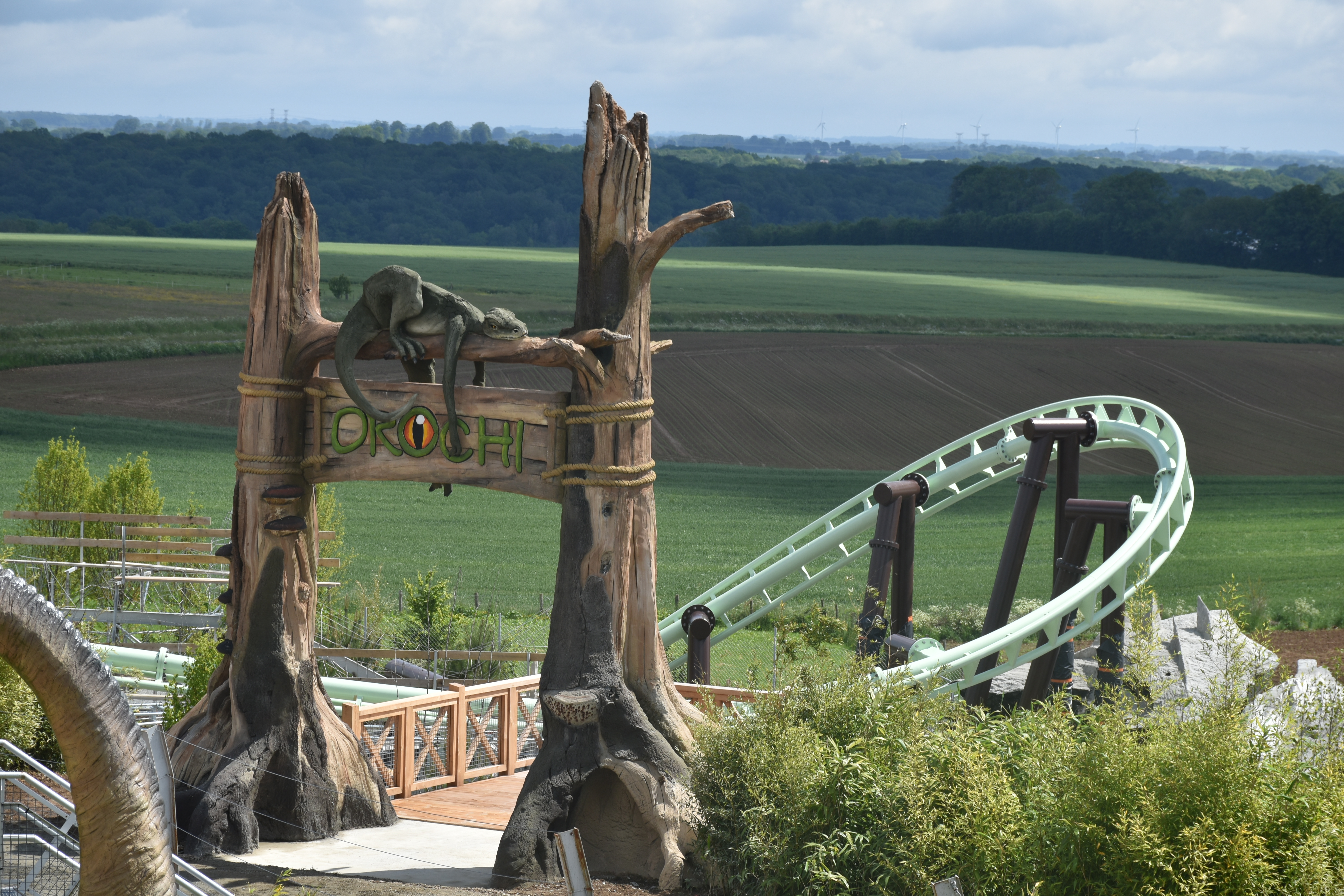
Orochi au parc du Bocasse

En 2020, le parc du Bocasse est marqué par la pandémie de Covid-19 et repousse son ouverture de trois mois. Puis, de nouveau en 2021 où l'ouverture est repoussée de deux mois.
Les montagnes russes à véhicules suspendus Orochi, construites par Vekoma, ouvrent en 2021. Ces montagnes russes dont le parcours est inédit en France sont les plus rapides et les plus hautes de Normandie.

## Montagnes russes
- Orochi est un parcours de montagnes russes à véhicules suspendus de 19,3 mètres atteignant 75 km/h sur une longueur de 453 m. Il possède une capacité maximale de 720 pers/h sur six wagons de quatre personnes. Ouvert depuis l'été 2021[36],[37].

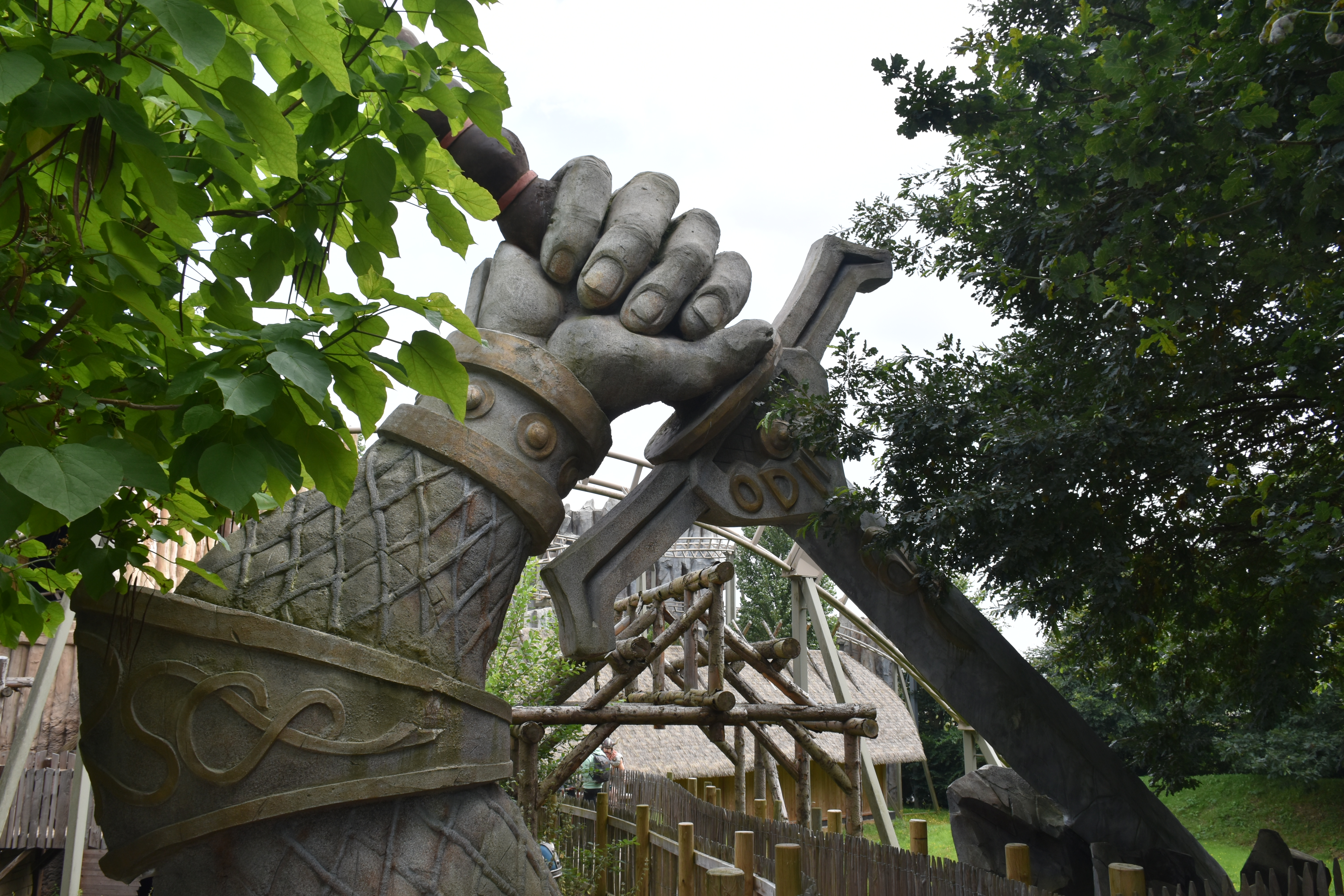
Fort d'Odin

- Le Fort d'Odin est un parcours de montagnes russes[38] de 17,5 mètres atteignant 60 km/h sur une longueur de 500 m. Nommé à son ouverture Train de la mine, il possède une capacité maximale de 700 pers/h sur dix wagons de deux personnes, soit vingt personnes par train[source secondaire souhaitée]. Il est réalisé par la société Universal Rocks,[39].
- Jurassic Twister, ouvert officiellement le 26 mars 2016 est une Wild Mouse construite par Zamperla de modèle Twister Coaster 420STD. L'attraction mesure 13,60 mètres de haut, atteignant 46,8 km/h et étant d'une longueur de 420 m. L'attraction possède six trains de quatre personnes[40],[41].
- Speedy est un circuit de montagnes russes junior de six mètres de haut et allant à 34,2 km/h sur 135 mètres de long, destiné aux enfants et construit par L&T Systems en 2006 qui s'appelait « gonzalès » et a changé de thème en 2023[42],[43].
- Pirate's Coaster est un parcours de montagnes russes junior de Preston & Barbieri du modèle Mini Coaster ouvert le 7 juillet 2019. Elles mesurent 53,80 mètres de long pour une hauteur allant jusqu'à 3,30 mètres. Un train de quatorze passagers circule sur le parcours avec un wagon de tête de quatre places et cinq autres wagons de deux places. Il possède une capacité horaire de 280 personnes et son train peut aller jusqu'à une vitesse de 19,8 km/h[33],[44].

## Informations économiques
En 2014, le parc emploie dix salariés à plein-temps et quatre-vingts saisonniers.
Au 31 mars 2020, la société a réalisé un chiffre d'affaires de 3 820 700 € et dégagé un résultat net de 36 600 €.